# Disposition Matrix

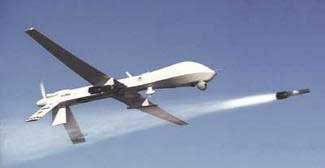
Quand la Disposition Matrix est enclenchée en fonction d'une cible, l'ordre peut être donné d'envoyer sur elle un missile (ici Hellfire) à partir d'un drone (ici modèle MQ-1 Predator).

La Disposition Matrix, expression américaine (officieusement connue sous le nom de kill list), est une base de données d'informations permettant de suivre, capturer, restituer ou tuer des ennemis présumés des États-Unis. 
L'existence de cette base de données est révélée dans une enquête en trois parties publiée par le journal The Washington Post à partir du 23 octobre 2012.
Développée par l'administration Obama à partir de 2010, elle va au-delà des listes de mise à mort[style à revoir] existantes et est destinée à devenir un élément permanent de la politique américaine. Le processus déterminant les critères de mise à mort n'est pas public et est fortement façonné par le directeur national de la lutte contre le terrorisme et ancien directeur de la Central Intelligence Agency (CIA), John O. Brennan.
Bien que la Maison-Blanche, le Centre national de lutte contre le terrorisme (NCTC) et les porte-parole de la CIA aient refusé de commenter l'existence ou non de cette base de données, les responsables déclarent en privé que les listes de meurtres vont s'étendre « pendant au moins une autre décennie », sinon indéfiniment. Un fonctionnaire estime que « c'est une partie nécessaire de ce que nous faisons ». Paul R. Pillar, l'ancien directeur adjoint du département consacré à lutte anti-terroriste au sein de la CIA, déclare : « Nous examinons quelque chose qui est potentiellement indéfini ». 